# Franco Cavallo
Franco Cavallo (ur. 26 października 1932 w Neapolu, zm. 9 stycznia 2022 tamże) – włoski żeglarz sportowy. Brązowy z medalista olimpijski z Meksyku.
Zawody w 1968 były jego jedynymi igrzyskami olimpijskimi. Zajął trzecie miejsce w klasie Star, załogę tworzył również Camillo Gargano.